# 서울 경전철 난곡선
서울 경전철 난곡선(서울 輕電鐵 蘭谷線)은 서울특별시 동작구 신대방동 보라매공원역과 서울특별시 관악구 난향동 난향역을 잇는 서울 경전철 신림선의 지선 노선이다. 보라매공원역에서 서울 경전철 신림선과 분기되며 보라매차량사업소를 공용한다.

## 개요
- 총 연장: 4.13 km
- 역수: 6개
- 운행방식: 무인 자동 운전
- 총사업비: 7,422억원(기본계획)
- 착공시기: 2022년 1월 4일
- 개통시기: 2026년
- 시행방식: 재정사업
- 운행차량: 남서울경전철 SL000호대 전동차

## 연혁
- 2020년 11월 17일: 제2차 서울특별시 도시철도망 구축계획 고시[2]
- 2021년 6월 4일: 국토교통부 투자심사위원회 심의 통과

## 노선
- 나머지는 가칭이다.

| 역 번호 | 역명       | 한자       | 로마자        | 접속 노선                 | 역간 거리 | 누적 거리 | 소재지     | 소재지 |
| ------- | ---------- | ---------- | ------------- | ------------------------- | --------- | --------- | ---------- | ------ |
|         |            |            |               |                           |           |           |            |        |
| S405    | 보라매공원 | 보라매公園 | Boramae Park  | ● 서울 경전철 신림선 본선 | 0.0       | 0.0       | 서울특별시 | 동작구 |
|         | 신대방     | 新大方     | Sindaebang    | ● 서울 지하철 2호선       |           |           | 서울특별시 | 동작구 |
|         | 난곡사거리 |            | Nangoksageori |                           |           |           | 서울특별시 | 관악구 |
|         | 미성       |            | miseong       |                           |           |           | 서울특별시 | 관악구 |
|         | 난곡       |            | Nangok        |                           |           |           | 서울특별시 | 관악구 |
|         | 난향       |            | Nangyang      |                           |           | 8.1       | 서울특별시 | 관악구 |

## 연장 문제
서울 금천구 및 경기 서남부권의 연계를 위해 금천구청역 연장안이 서울도시철도사업 후보노선으로 채택되었으며, 난곡지선 안착 후 추진 예정이다. 현재는 오세훈 서울시장, 윤석열 대통령 공약에 올라간 상태이다.